# Ashiya, Hyōgo

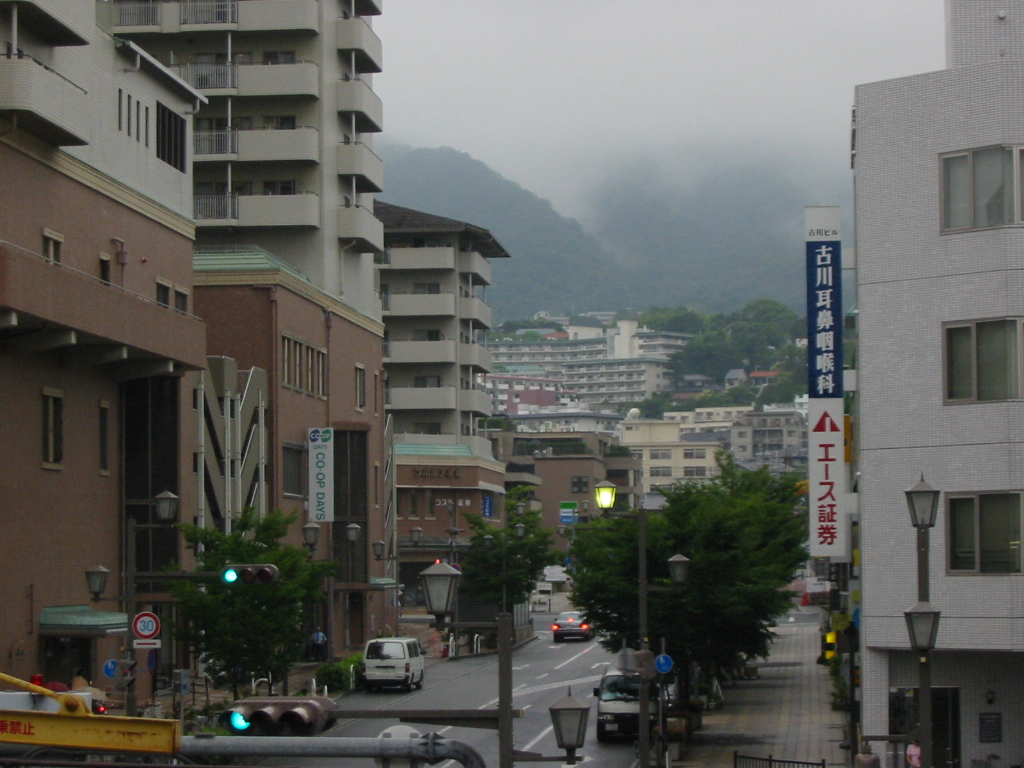
Ashiya seen from its JR station platform

Ashiya (芦屋市 Ashiya-shi) là một thành phố thuộc tỉnh Hyōgo, Nhật Bản.